# Я знаю, что вы сделали прошлым летом (фильм, 2025)
«Я знаю, что вы сделали прошлым летом» (англ. I Know What You Did Last Summer) — американский фильм-слэшер режиссёра Дженнифер Кейтин Робинсон, по сценарию написаному ей в соавторстве с Сэмом Лански. Четвёртый фильм одноимённой франшизы, который стал самостоятельным продолжением фильма «Я всегда буду знать, что вы сделали прошлым летом» и прямым продолжением «Я всё ещё знаю, что вы сделали прошлым летом». Главные роли в фильме исполнили Мэдлин Клайн и Фредди Принц младший.
Премьера фильма состоялась 14 июля 2025 года в Лос-Анджелесе. Фильм вышел в кинотеатральный прокат в США 18 июля 2025 года.

## Сюжет
События начинаются в городе Саутпорт (Северная Каролина) 4 июля. Пятеро друзей непреднамеренно стали соучастниками смерти пешехода в автомобильной аварии. Все пятеро сговариваются оставить инцидент в тайне и представляют друг другу алиби. Однако, спустя год, неизвестный начинает преследовать пятёрку, давая понять, что знает о преступлении. Неизвестный явно подражает киллеру, виновнику событий 1997 года и ребята обращаются к тем, кому удалось тогда выжить.

## В ролях
- Мэдлин Клайн — Даника Ричардс
- Сара Пиджон — Стиви Уорд
- Тайрик Уизерс — Тэдди Спенсер
- Джона Хауэр-Кинг — Майло Гриффин
- Чейз Суи Уондерс — Ава Брукс
- Дженнифер Лав Хьюитт — Джули Джеймс
- Фредди Принц младший — Рэй Бронсон
- Билли Кэмпбелл — Грант Спенсер
- Остин Николс — Отец Джуда
- Джошуа Орпин — Уайатт
- Габриетт — Тайлер
- Джорджиа Флад — Ханна Декер
- Симон Аннан — Джилл Спенсер
- Ник Хардкасл — Ник
- Ник Фаренлл — Шеф Робертс
- Люк Ван Ос — Офицер Джонсон
- Николас Александр Чавес — Билли (вырезанная сцена)[5]
- Лола Тунг (вырезанная сцена)[5]

## Производство

### Начальный этап
Режиссёр Дженнифер Кейтин Робинсон и сценарист Лиа Маккендрик придумали идею для новой части франшизы «Я знаю, что вы сделали прошлым летом» и представили её компании Sony Pictures в четвёртом квартале 2022 года. Идея оказалась успешной, и в феврале 2023 года фильм был запущен в разработку, а продюсер Нил Х. Мориц и актёры Дженнифер Лав Хьюитт и Фредди Принц-младший планировали вернуться к своим ролям Джули Джеймс и Рэя Бронсона из оригинальных фильмов. Девять дней спустя Сара Мишель Геллар рассказала Entertainment Weekly, что ей предложили пересмотреть роль Хелен Шиверс из первого фильма «Я знаю, что вы сделали прошлым летом» (1997) из-за её дружбы с Робинсон, но она отказалась, потому что её персонаж умер в оригинальном фильме, и было бы невозможно пересмотреть её смерть. Сценарий был написан Робинсон и Сэмом Лански после того, как Маккендрик написал первоначальный сценарий.
В марте 2023 года Принц-младший рассказал в интервью, что не получал предложения присоединиться к фильму, объяснив: «Они просто сказали это, чтобы возбудить людей. Я не разговаривал ни с кем из их компании, мои агенты не получали от них никакого предложения». Позже он заявил, что Original Film объявила о сиквеле без него и Лав, только чтобы взбудоражить фанатов, и что он встретился с Дженнифер Кейтин Робинсон после объявления, чтобы обсудить свое возможное участие. Он сказал, что встреча оставила его под впечатлением от её идеи фильма, но отметил, что не подписался на участие, так как не было сценария и он не получил конкретного предложения.

### Кастинг
В мае 2024 года стало известно, что Принц-младший и Хьюитт вернутся к своим ролям. Также, в июле 2024 года, на роли в фильме рассматривались Камила Мендес, Мэделин Клайн, Сара Пиджон, Тирик Уитерс и Джона Хауэр-Кинг. К сентябрю Мендес покинула проект из-за участия в фильме «Властелины вселенной» (2026) студии Amazon MGM, а Клайн, Пиджон, Уитерс и Кинг были утверждены на главные роли. Позже в том же месяце к актёрскому составу присоединился Чейз Суи Уондерс, а Принц-младший был утвержден на роль, при этом Хьюитт все ещё вела переговоры о возвращении. В октябре к актёрскому составу присоединился Билли Кэмпбелл. В следующем месяце к актёрскому составу также присоединились Лола Тунг, Николас Александр Чавес, Остин Николс и Габбриетт.

### Съёмки
Основные съёмки начались в Сиднее 27 ноября 2024 года.

## Релиз
Премьера фильма состоялась 14 июля 2025 года в Лос-Анджелесе, а его выход в кинотеатральный прокат США намечен на 18 июля.